# 李国俊
李 国俊（リ・グクジュン、朝鮮語: 리국준）は、朝鮮民主主義人民共和国の軍人、政治家。朝鮮労働党中央委員会委員候補、軍職は不明。朝鮮人民軍における軍事称号（階級）は中将。

## 経歴
出生地や生年月日、2009年までの経歴は不明。2009年3月9日に実施された最高人民会議第12期代議員選挙で代議員に選出された。2010年9月28日に開催された朝鮮労働党第3回党代表者会で朝鮮労働党中央委員会委員候補に選出され、2011年12月17日に金正日総書記が死去した際には、国家葬儀委員会委員に選ばれた。2012年2月16日の金正日総書記の誕生日である「光明星節」に際して、金正日勲章を受賞。
2016年5月9日に開催された朝鮮労働党第7次大会で朝鮮労働党中央委員会委員に選出されたが、
2019年3月10日に実施された最高人民会議第14期代議員選挙で代議員に選出されなかった。